# Výcvik
Výcvik je vzdělávací činnost, která má za úkol získat, upevnit, nebo vylepšit praktické znalosti, dovednosti a schopnosti v daném oboru činnosti.

## Vybrané příklady
- pilotní výcvik
- vojenský výcvik
- policejní výcvik
- parašutistický výcvik (paradesantní výcvik)
- potápěčský výcvik

## Výcvik zvířat
Kromě lidí se může jednat i o výcvik zvířat, např. psů, koní, delfínů, medvědů v cirkuse atd. apod.